# Opera Comique

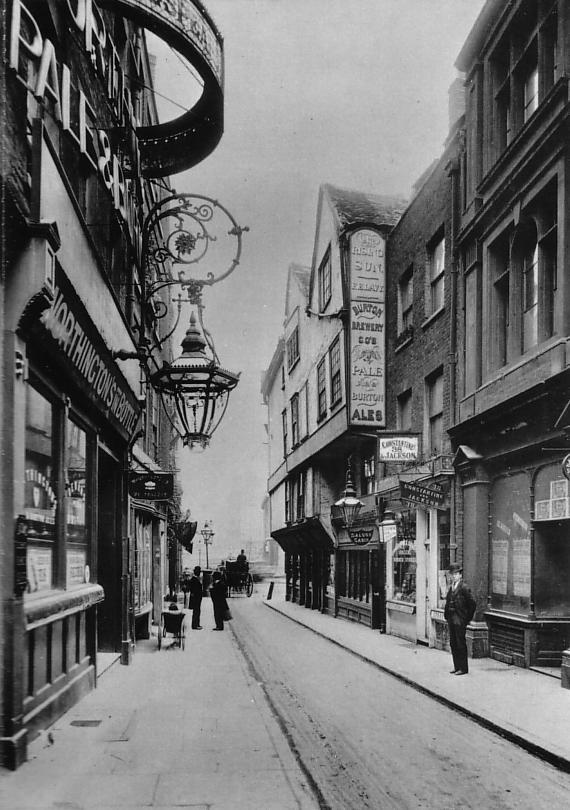
Opera Comique 1901.

Opera Comique var ett operahus i London där ett antal av Gilbert och Sullivans operetter fick sina urpremiärer mellan 1877 och 1881. Teatern var i bruk 1870–1899 och byggnaden revs 1902. Den låg i stadsdelen Westminster. Numera ligger Bush House på samma plats.